# Mike Tyson
Michael Gerard Tyson (New York, 30 juni 1966) is een voormalig Amerikaans bokser. Zijn bijnaam is Iron Mike. Hij werd driemaal wereldkampioen in het zwaargewicht en op twintigjarige leeftijd de jongste kampioen zwaargewicht ooit.
Hij werd gezien als een meedogenloze bokser en buiten de ring bracht zijn explosieve karakter hem meerdere malen in aanraking met justitie.

## Biografie

### Jeugd en amateurperiode
Tyson groeide op in het getto van Brooklyn. Zijn vader verdween toen hij twee jaar oud was, zijn moeder overleed toen hij 16 was. Tyson raakte op het criminele pad en zat af en toe in de jeugdgevangenis. Bokstrainer Constantine 'Cus' D'Amato werd zijn mentor en verving zijn vader, nam hem onder zijn hoede en bracht hem terug op het rechte pad. Als amateurbokser maakte Tyson indruk door van zijn 24 partijen er 21 te winnen.

### Profcarrière
Op 18-jarige leeftijd maakte Tyson zijn debuut in het profboksen en leverde meteen zijn visitekaartje af: in maart 1985 werd Hector Mercedes door de zeer gedreven en agressieve Tyson in de eerste ronde knock-out geslagen. Meteen na deze overwinning stelden Tyson en zijn coaches, Cus D'Amato en Kevin Rooney, de titel in het zwaargewicht als doel. Na de overwinning op Mercedes volgden er 14 overwinningen, allemaal op knock-out: Tyson bleef in zijn eerste jaar als prof ongeslagen. In 1985 overleed D'Amato, tot groot verdriet van Tyson.
Iron Mike tekende na 27 opeenvolgende overwinningen in 1986 bij de World Boxing Council (WBC) met als doel de zwaargewichttitel. In november 1986 veroverde hij, na een 6 minuten-durend gevecht tegen Trevor Berbick, de titel en werd op 20-jarige leeftijd de jongste wereldkampioen boksen ooit in het zwaargewicht. Dit record en de titel konden de honger van Tyson niet stillen en zijn volgend doel werd al snel duidelijk: hij wilde de onbetwiste wereldkampioen boksen worden door bij alle grote boksbonden de titel te veroveren.
Om dit te bereiken moest James "Bonecrusher" Smith, van de World Boxing Association (WBA) worden verslagen en in maart 1987 wees de jury na een 12 ronden durend gevecht Tyson aan als winnaar. Vijf maanden later kon Tyson ook de kampioensgordel van de International Boxing Federation (IBF) hoog houden, na op punten te hebben gewonnen van Tony Tucker. Diverse boksers daagden hem daarna uit maar deze wisten niet te winnen: de voormalig kampioen Larry Holmes werd binnen vier ronden knock-out geslagen, de tot dan toe ongeslagen Michael Spinks werd in 91 seconden verslagen, Carl "The Truth" Williams hield het 93 seconden vol tegen Tyson. Na vijf jaar actief te zijn als prof was "Iron Mike" nog steeds ongeslagen: 37 overwinningen, waarvan 33 op knock-out.
Tyson bokste op explosieve wijze: waar andere boksers in de eerste ronde hun tegenstander aftastten, ging Tyson er meteen vol tegenaan. Door zijn snelle vuisten met grote kracht haalden veel boksers het einde van de eerste ronde niet: zij die dat wel deden kregen het in ronde twee en drie zo zwaar te verduren dat ze opgaven of alsnog KO gingen.

### Einde van de onoverwinnelijkheid
Al in het topjaar 1988 begonnen voor Tyson de problemen toe te nemen. Ook buiten de ring liet Tyson zich gelden: zowel zijn stormachtig verlopen huwelijk met actrice Robin Givens als diverse vechtpartijen in het uitgaansleven versterkten het gewelddadige imago van Tyson. Voor Tyson was de tol van de roem steeds moeilijker te dragen. Zijn aandacht ging steeds meer uit naar zaken buiten het boksen.
Na vijf jaar als profbokser was hij nog steeds ongeslagen met 37 gewonnen partijen en 33 knock-outs. In februari 1990 verdedigde Tyson zijn titel tegen James Douglas in Tokio. Tyson verloor tegen hem voor de allereerste keer een profwedstrijd en raakte zijn titel kwijt. Om deze terug te veroveren moest de Canadees Donovan "Razor" Ruddock worden verslagen.

### Veroordeling wegens verkrachting
In juli 1991 werd Tyson gearresteerd en in februari 1992 in Indianapolis veroordeeld tot zes jaar onvoorwaardelijke en vier jaar voorwaardelijke gevangenisstraf voor verkrachting van de 18-jarige Desiree Washington, destijds Miss Black Rhode Island. 's Avonds laat had hij het meisje telefonisch uitgenodigd voor 'a party' en haar opgehaald met zijn limousine. Hij bracht haar vervolgens naar zijn hotelkamer, waar hij seks met haar had. Volgens Washington was dat een verkrachting en heeft zij fysiek verzet gepleegd; Tyson ontkende dat. Tijdens de rechtszaak die volgde op Washingtons aangifte, verklaarde zowel de chauffeur van Tyson die Washington naar huis bracht als de arts die Washington na haar aangifte onderzocht dat een verkrachting waarschijnlijk was.
Vervolgens heeft de jury Mike Tyson unaniem schuldig verklaard. Van de zes jaar onvoorwaardelijke gevangenisstraf zat Tyson drie jaar uit. Tijdens deze periode bekeerde hij zich tot de islam.

### Comeback
Na zijn vrijlating pakte Tyson het boksen weer op. Hoewel hij zijn oude niveau nooit meer wist te bereiken, wist hij in 1996 toch de titels van de bonden WBC en WBA te winnen door Frank Bruno en Bruce Seldon te verslaan. Vervolgens verloor hij in 1996 en 1997 tweemaal van Evander Holyfield. Tijdens het tweede gevecht beet Tyson een stuk uit het oor van zijn tegenstander en werd gediskwalificeerd. Tyson kreeg ruzie over geld met zijn manager en promotor Don King.
In 2000 werd hij positief getest op het gebruik van marihuana na de partij tegen de Pool Andrew Golota. Deze dopingtest werd na het gevecht afgenomen. Omdat hij voorafgaand van het gevecht ook al geen dopingtest wilde ondergaan moest hij voor de rechtbank verschijnen. Hij kreeg een boete en een schorsing van 90 dagen opgelegd. De Pool liep bij dit gevecht een gebroken jukbeen en een hersenschudding op. Voor zijn positieve test na het gevecht werd hij niet vervolgd.
In 2002 verloor Tyson van Lennox Lewis. In 2005 beëindigde hij zijn carrière na een verlies tegen de Ier Kevin McBride met een knie tegen het hoofd. Tijdens zijn profcarrière won Mike Tyson 50 partijen (waarvan 44 door knock-out), en verloor hij 6 partijen. Hij verdiende hiermee ongeveer 400 miljoen dollar, maar had een gat in zijn hand en kwam in de schulden terecht. Tijdens de laatste jaren van zijn carrière bokste Tyson dan ook vooral door om zijn schulden af te kunnen betalen. 
In 2010 was hij guest host op RAW en vocht samen met Chris Jericho tegen D-Generation X. Op 31 maart 2012, een dag voor WrestleMania werd Tyson door de WWE opgenomen in hun WWE Hall of Fame. 
Op 15 november 2024 vocht Tyson in het AT&T Stadium in Arlington, Texas op 58-jarige leeftijd tegen Jake Paul. Omwille van de leeftijd van Tyson duurde de wedstrijd 8 ronden van 2 minuten tellen in plaats van de gewoonlijke 10-12 ronden van 3 minuten. Tevens vochten de vechters met grotere bokshandschoenen. Tyson verloor de partij op punten. 

### Kinderen
Tyson is vader van acht kinderen. Eén daarvan, dochter Exodus Tyson, overleed 26 mei 2009 op vierjarige leeftijd door een ongelukkige verstrikking in een loopbandkabel.

### Coffeeshop
In 2018 opende Tyson een wietboerderij in Californië City. Eind maart 2023 opende hij zijn eigen coffeeshop Coffeeshop Tyson 2.0 in de Amsterdamse Spuistraat.

## Documentaire: Tyson
In 2008 ging de documentaire Tyson van regisseur James Toback in première op het Filmfestival van Cannes.

## Trivia
- Tyson is de eindbaas van het populaire boksspel Mike Tyson's Punch-Out!!.
- Tyson is sinds 2010 vegetariër.[8] en is daarna veganist geworden.[9]
- Tyson speelt in zowel The Hangover Part I als The Hangover Part II een rol als zichzelf.
- Tyson heeft een rol als zichzelf in een aflevering van How I Met Your Mother.
- Inmiddels is hij een fervent duivenmelker.
- Op het album Rebel Heart van Madonna spreekt Tyson de inleidende woorden van het nummer Iconic.[10]
- Tyson heeft een gastrol in de Hindi,-/ Telugutalige film Liger.[11]